# San Marino na Svjetskom prvenstvu u atletici 2015.
San Marino se na Svjetskom prvenstvu u atletici 2015. u Pekingu natjecao od 22. do 30. kolovoza, s jednim predstavnikom u disciplini skok u vis.

## Rezultati

### Muškarci

#### Skakačke discipline
| Atletičar     | Disciplina | Kvalikacije | Kvalikacije | Završnica            | Završnica            |
| Atletičar     | Disciplina | Rezultat    | Plasman     | Rezultat             | Plasman              |
| ------------- | ---------- | ----------- | ----------- | -------------------- | -------------------- |
| Eugenio Rossi | skok u vis | 2,17        | 37.         | Nije se kvalificirao | Nije se kvalificirao |

## Vanjske poveznice
- http://www.fsal.sm/it/index.php  Arhivirana inačica izvorne stranice od 24. rujna 2015. (Wayback Machine)